# Топалов, Дмитрий Эдуардович
Дми́трий Эдуа́рдович Топа́лов (укр. Дмитро Едуардович Топалов; род. 12 марта 1998, Ближнее, Донецкая область) — украинский футболист, полузащитник донецкого «Шахтёра», выступающий на правах аренды за клуб ЛНЗ.

## Клубная карьера
Родился в селе Ближнее. С 8-летнего возраста занимался в академии «Шахтёра». С 2015 года выступал за юношеский, а с 2016 года и молодёжные команды донецкого клуба. В 2015 году дебютировал с «горняками» в Юношеской лиге УЕФА, выходил на поле во всех шести матчах группового этапа, отличившись двумя голами и результативной передачей.
В конце июня 2019 года отправился в аренду в «Мариуполь». В футболке «приазовцев» дебютировал 30 июля 2019 года в проигранном (1:2) выездном поединке 1-го тура Премьер-лиги против ковалёвского «Колоса». Дмитрий вышел на поле на 76-й минуте, заменив Дмитрия Мишнёва. 25 июня 2021 года «Мариуполь» продлил аренду Топалова на третий сезон.

## Карьера в сборной
Вызывался в юношеские сборные Украины разных возрастных категорий. С 2018 по 2019 год сыграл 6 матчей (2 гола) в футболке молодежной сборной Украины.

## Достижения
«Шахтёр» (Донецк)
- Чемпион Украины (2): 2022/23, 2023/24
- Обладатель Кубка Украины: 2023/24